# جاسوسی سایبری
جاسوسی سایبری یا هنر یا تکنیک به دست آوردن اطلاعات سری بدون مجوز گرفتن از نگه‌دارنده اطلاعات (شخصی، حساس، اختصاصی یا نوع طبقه‌بندی شده) است. استفاده کردن از اشخاص، رقیبان، حریفان، گروه‌ها، دولت‌ها و دشمنی‌های شخصی، اقتصادی، سیاسی یا نظامی و روش‌هایی در اینترنت، شبکه‌ها یا کامپیوترهای شخصی به واسطه استفاده از تکنیک‌های کرک کردن و نرم‌افزار مخرب یا malicious، شامل اسب‌های تروجان و ابزار جاسوسی. آن می‌تواند کاملاً ترکیب شده درون خطی به واسطه میزهای تحریر رایانه از متخصصان روی پایه‌ها در دور کشورها باشد؛ یا می‌تواند در مکانی به وسیله جاسوس‌های متعارف آموزش داده شده رایانه و جاسوس‌ها نفوذ کند؛ یا در سایر نمونه‌ها می‌تواند به وسیله هکرهای بدخواه غیرحرفه‌ای و برنامه‌نویس‌های نرم‌افزار مجرم دستی بشود.
جاسوسی سایبری استفاده از این‌طور دسترسی‌ها را در برابر اطلاعات سری و اطلاعات طبقه‌بندی شده یا کنترل رایانه‌های اختصاصی یا کل شبکه‌ها برای یک مزیت استراتژیک یا سیاسی، عملیات روانی و فعالیت‌های براندازی فیزیکی و عملیات تخریبی استفاده می‌کند. به تازگی، جاسوسی سایبری درگیر کاوشی از فعالیت‌های همگان روی سایت‌های شبکه اجتماعی مانند Facebook و Twitter است.
این چنین عملیات، نظیر جاسوسی کردن، غیر سایبری هستند. نوعاً در کشور قربانی غیرقانونی است؛ در صورتی که به وسیله بالاترین سطح دولت در کشور حمله کننده، کاملاً حمایت می‌شود. به صورت اخلاقی، همچنین روی یک نظریه وابسته است؛ مخصوصاً گزینه‌ای از دولت‌های درگیر.